# Karaj (shahrestan)
Karaj (persiska: کَرَج), eller Shahrestan-e Karaj (شهرِستان کَرَج), är en shahrestan, delprovins, i Iran. Den ligger i provinsen Alborz, i den norra delen av landet. Huvudort är staden Karaj. Delprovinsen hade 1 973 470 invånare 2016.